# Niccolò Orsini
Pour les articles homonymes, voir Orsini.

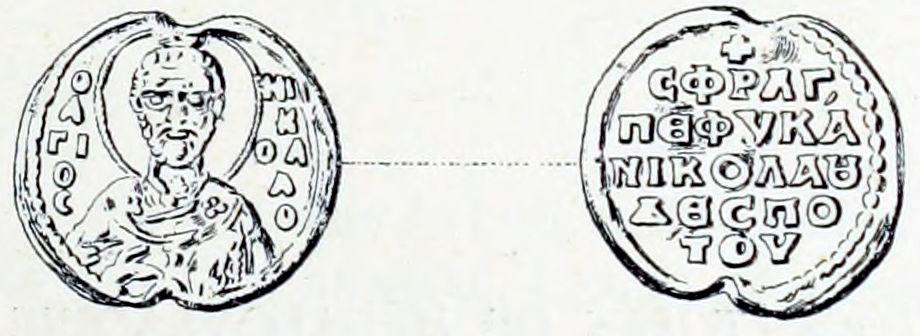
Sceau de Niccolo Orsini, despote d'Épire.

Niccolo Orsini (en grec : Νικόλαος Ορσίνι), est comte palatin de Céphalonie de 1317 à 1323 et despote d'Épire de 1318 à 1323. 

## Biographie
Niccolo est le fils du comte Jean Ier Orsini de Céphalonie et de Maria, fille de Nicéphore Ier Doukas d'Épire. Son père contrôlait Céphalonie en tant que vassal du roi Charles II de Naples, et avait acquis Leucade en tant que dot de son épouse. Niccolo hérite du comté après la mort de son père en 1317 mais, à la différence de ses prédécesseurs, il est plus intéressé par l'Épire que par les possessions latines de Grèce méridionale. En 1318, il assassine son oncle Thomas Ier Doukas d'Épire et soumet sans problème la partie méridionale du despotat autour d'Arta. Pour consolider sa position, Niccolo épouse également la veuve de son oncle, Anna Palaiologina, fille de Michel IX Paléologue, et reçoit le titre de despote.
Peu après, il rend hommage à son suzerain, Jean de Gravine, un fils du roi Charles II de Naples. 
Il adopte publiquement la religion orthodoxe et le clergé local ne formule aucune objection sérieuse à son usurpation. Néanmoins, les populations du nord du Despotat n'acceptent pas cette usurpation. Niccolo attend la mort de son épouse en 1320 ou 1321 et la guerre civile byzantine pour attaquer la partie sécessionniste de l'Épire. Échouant dans sa tentative d'établir une alliance avec la république de Venise, Niccolo ne peut prendre Ioannina. 
En 1323, il est assassiné par son frère Jean II Orsini.

## Sources
- (en) John V.A. Fine Jr., The Late Medieval Balkans, Ann Arbor, 1987.